# Brachyhammus raffrayi
Brachyhammus raffrayi är en skalbaggsart som först beskrevs av Thomson 1878.  Brachyhammus raffrayi ingår i släktet Brachyhammus och familjen långhorningar.
Artens utbredningsområde är Kenya. Inga underarter finns listade.